# Polska na Mistrzostwach Świata Juniorów w Lekkoatletyce 2010
Polska na Mistrzostwach Świata Juniorów w Lekkoatletyce 2010 – reprezentacja Polski podczas zawodów w Moncton nie zdobyła – pierwszy raz w historii swoich startów na juniorskim czempionacie globu – żadnego medalu.

## Wyniki reprezentantów Polski

### Mężczyźni
- Bieg na 100 m
  - Grzegorz Zimniewicz popełnił w półfinale falstart i został wykluczony z dalszej rywalizacji
  - Artur Szcześniak z czasem 10,70 zajął 28. miejsce w eliminacjach i nie awansował do kolejnej rundy

- Bieg na 200 m
  - Mateusz Biegajło z czasem 21,47 zajął 8. miejsce
  - Remigiusz Olszewski z czasem 21,31 zajął 19. miejsce w półfinale i nie awansował do finału

- Bieg na 400 m
  - Mateusz Fórmański z czasem 47,09 zajął 10. miejsce w półfinale i nie awansował do finału

- Bieg na 1500 m
  - Damian Roszko z czasem 3:44,60 zajął w eliminacjach 13. miejsce i nie awansował do kolejnej rundy
  - Bartosz Kowalczyk z czasem 3:49,15 zajął w eliminacjach 27. miejsce i nie awansował do kolejnej rundy

- Sztafeta 4 × 100 m
  - Drużyna w składzie Mateusz Jędrusik, Adam Pawłowski, Artur Szcześniak oraz Grzegorz Zimniewicz z czasem 40,24 zajęła 10. miejsce w eliminacjach i nie awansowała do finału

- Sztafeta 4 × 400 m
  - Drużyna w składzie Mateusz Zagórski, Tomasz Kwiatkowski, Radosław Cichoń oraz Mateusz Fórmański z czasem 3:11,80 zajęła 8. miejsce

- Skok wzwyż
  - Jarosław Rutkowski z wynikiem 2,17 zajął 7. miejsce

- Skok w dal
  - Łukasz Masłowski nie oddał w eliminacjach żadnego ważnego skoku

- Pchnięcie kulą
  - Jakub Szyszkowski z wynikiem 18,74 zajął 13. miejsce w eliminacjach i nie awansował do finału
  - Jacek Wiśniewski z 7. wynikiem eliminacji (19,09) awansował do finału, w którym uzyskał rezultat 17,95 (11. miejsce) jednak jego wyniki zostały anulowane w związku z wykryciem u zawodnika niedozwolonego dopingu

- Rzut dyskiem
  - Michał Mikulicz z wynikiem 55,85 zajął 14. miejsce w eliminacjach i nie awansował do finału

- Rzut młotem
  - Bartłomiej Krupa z wynikiem 74,43 zajął 4. miejsce
  - Marcin Pastuszko z wynikiem 67,22 zajął 9. miejsce

- Rzut oszczepem
  - Marcin Krukowski z wynikiem 59,24 zajął 27. miejsce w eliminacjach i nie awansował do finału

### Kobiety
- Bieg na 800 m
  - Joanna Jóźwik z czasem 2:05,09 zajęła 11. miejsce w półfinale i nie awansowała do kolejnej rundy

- Sztafeta 4 × 100 m
  - Drużyna w składzie Klaudia Konopko, Katarzyna Sokólska, Ewelina Skoczylas oraz Martyna Opoń z czasem 45,54 zajęła 10. miejsce w eliminacjach i nie awansowała do finału

- Sztafeta 4 × 400 m
  - Drużyna w składzie Magdalena Gorzkowska, Małgorzata Hołub, Joanna Jóźwik oraz Martyna Opoń z czasem 3:42,70 zajęła 8. miejsce

- Chód na 10 000 m
  - Magdalena Jasińska z czasem 52:18,80 zajęła 21. miejsce

- Skok wzwyż
  - Michalina Kwaśniewska z wynikiem 1,73 zajęła 12. miejsce
  - Agnieszka Bukowczyk z wynikiem 1,78 zajęła 14. miejsce w eliminacjach i nie awansowała do finału

- Skok o tyczce
  - Natalia Krupińska z wynikiem 3,85 zajęła 16. miejsce w eliminacjach i nie awansowała do finału

- Pchnięcie kulą
  - Paulina Guba z wynikiem 15,20 zajęła 8. miejsce
  - Aldona Magdalena Żebrowska z wynikiem 15,10 zajął 10. miejsce

- Rzut młotem
  - Dagmara Stala z wynikiem 54,44 zajął 11. miejsce

- Rzut oszczepem
  - Karolina Mor z wynikiem 47,96 zajęła 17. miejsce w eliminacjach i nie awansowała do finału

- Siedmiobój
  - Agnieszka Borowska z wynikiem 5078 pkt. zajęła 15. miejsce